# Michael van Meer

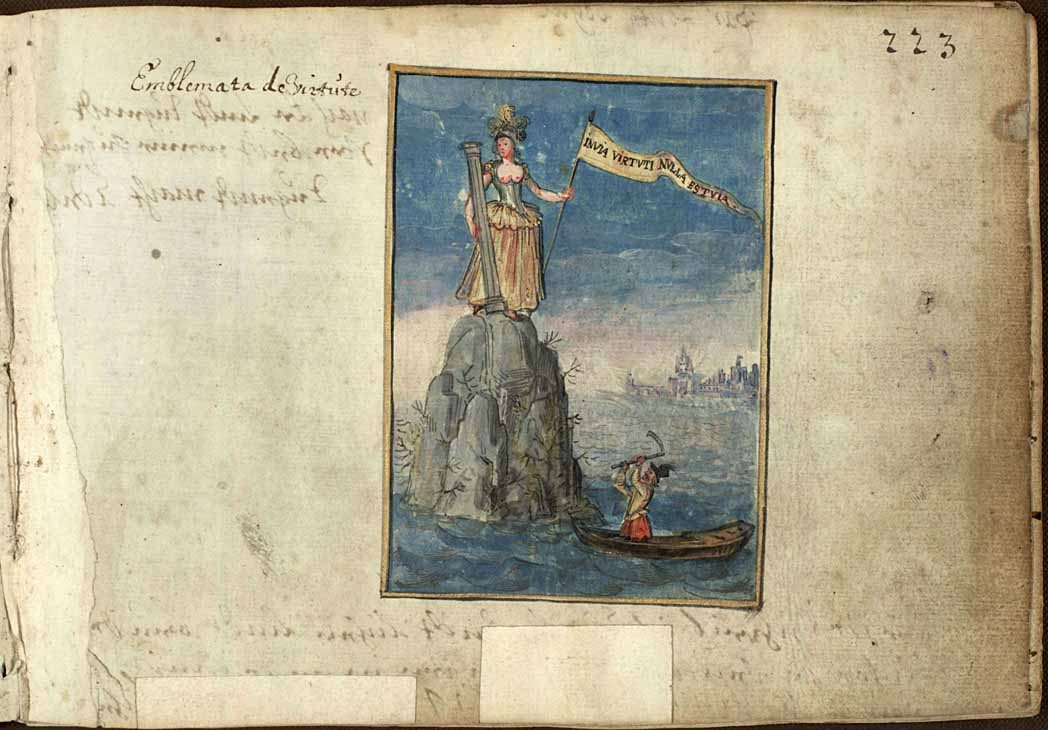
De Deugd (Album amicorum van Michael van Meer)

Michael van Meer (Antwerpen, ca. 1590 – Hamburg 13 oktober 1653) was een luitenant in Hamburg. Weinig is van Van Meer bekend. Zijn Stamboeck of album amicorum biedt een fascinerende inkijk in de 17e eeuw, met name in de wereld van de hogere kringen.
Onder de honderden zestiende- en zeventiende-eeuwse vriendschapsalbums die in Duitsland en elders bewaard zijn gebleven, is het album amicorum van Michael van Meer opvallend wegens de grote rijkdom aan illustraties. Van Meer die het grootste deel van zijn leven in Hamburg woonde, was van 1614-1615 gedurende anderhalf jaar woonachtig in Londen. Zijn album bevat talrijke beelden van die stad uit de tijd van  Jacobus I. Er zijn illustraties van een hanengevecht, met daarbij koning Jacobus I en anderen verwikkeld in weddenschappen; een skiff die de Theems oversteekt, Jacobus I te paard op weg naar het parlement; een optocht op St. George's Day; een Amerikaanse Indiaan tentoongesteld in St. James's Park.
Klaarblijkelijk is met de aanleg van het album begonnen in 1613, enige maanden voor zijn eigenaar het vasteland verliet voor het verblijf in Londen. Het werd pas ten minste vijfendertig jaar later voltooid. Met 527 bladzijden en 774 vermeldingen is het een rijke verzameling van autogrammen, wapenschilden, spreuken, opdrachten, illustraties in aquarel. In het boek staan de handtekeningen van royalty's, van voorname mannen van hoge rang, militairen, staatslieden en bijdragen van talloze kunstenaars, waaronder Martin Droeshout (bekend van zijn gravure van Shakespeare), die met hun opmerkelijke afbeeldingen en zinnebeelden een tijdsdocument van de 17e eeuw nalieten.
Op 20 oktober 1653 werd Michael van Meer in Hamburg in de Catharinakerk begraven, zijn Stamboeck wordt bewaard in de bibliotheek van de Universiteit van Edinburgh.

## Enige details
- Het album kwam in 1878 in bezit van de bibliotheek van de Universiteit van Edinburgh als onderdeel van de collectie van David Laing (1793-1878), wiens handtekening in het album staat met datum 1847.
- Op de titelpagina, die na de dood van Van Meer is toegevoegd staat het woord Stamboeck in het Nederlands, de Duitse benaming is Stammbuch.
- De laatst gedateerde toevoeging, buiten een postume handtekening, is 1648. Na Van Meers dood is er nog een artikel toegevoegd dat geschreven is ter nagedachtenis van Van Meer (blad 286), het is gesigneerd door Christopher Deichmann kanselier van Hamburg en gedateerd 23 januari 1657.
- Een register biedt een alomvattende lijst van medewerkers en een incomplete lijst van illustraties. Het register getiteld "Register Der Persohnen, Welche Ihre Nahmen In diesem Stambuche Eigenhandlich geschrieben" (register van personen die hun naam eigenhandig in dit album hebben geschreven) bevat een complete lijst van mannelijke medewerkers gevolgd door een lijst getiteld "Frawens Personen Who Ihre Namen Eigenhandig hier Inne Geschrieben" (vrouwen die hun naam eigenhandig hierin hebben geschreven), waarna er een lijst volgt getiteld "Ditsyn de Pinturen of Schilderatien In deesen Boeck, die niet onde de Naemen staen" (lijst van afbeeldingen of schilderingen in dit boek die niet ondertekend zijn). Hoewel de namenlijst in het Duits is en de platenlijst in het Nederlands, suggereert de naadloze opeenvolging dat het register is vervaardigd door dezelfde vroegmoderne hand(en), mogelijk die van Jehan van Meer, Michaels broer. Dat is des te waarschijnlijker door een uit zes punten bestaande leeswijzer aan het eind van het register met daarin een al dan niet speels bedoelde verwijzing naar het "Sonderschrift", of extra geschrift, op blad 314, de pagina waar de handtekening van Van Meers broer is te vinden.

## Galerij

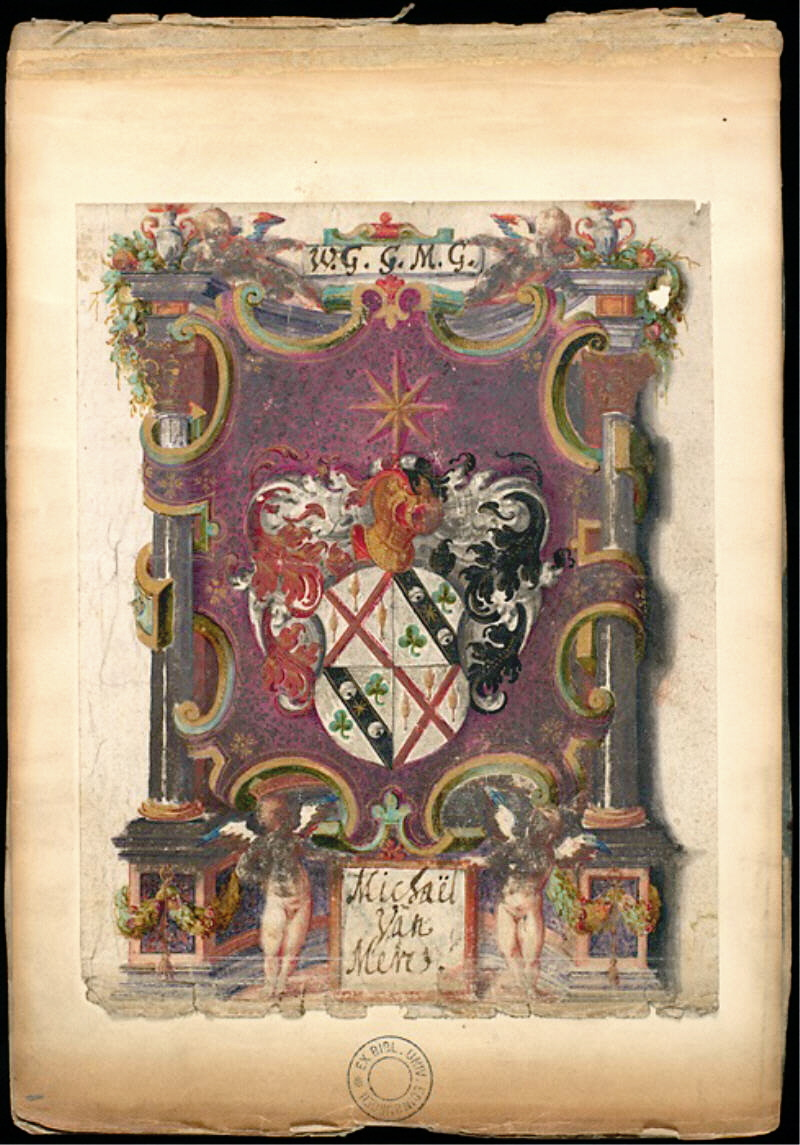
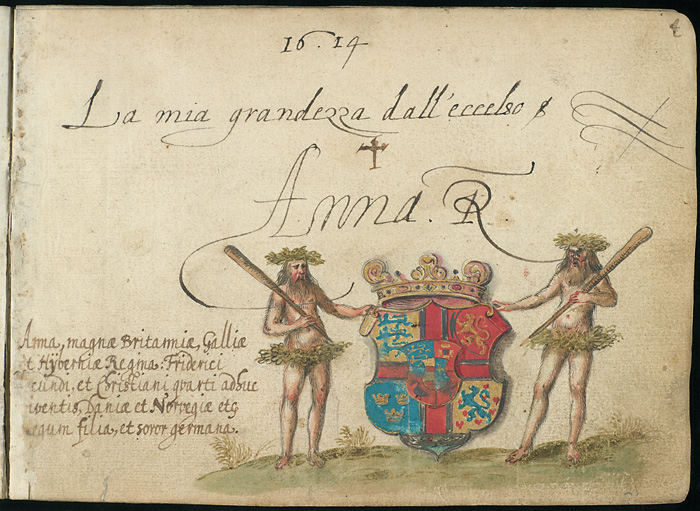
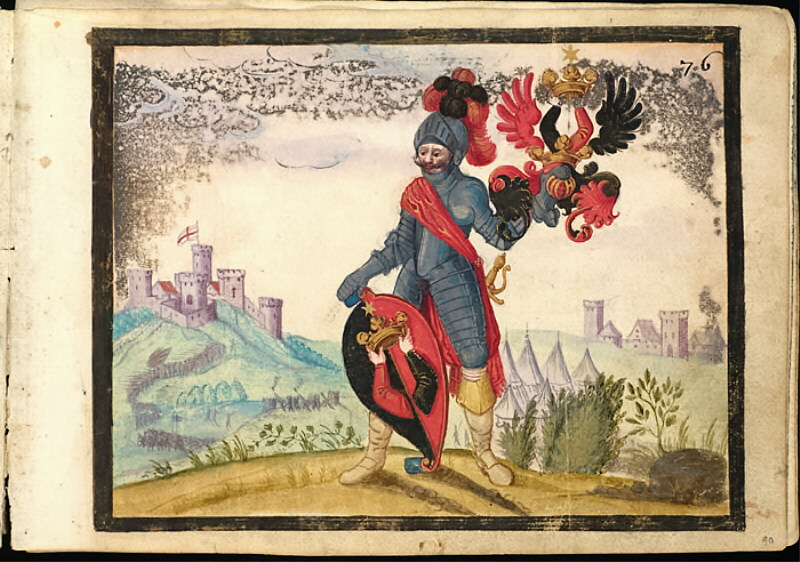
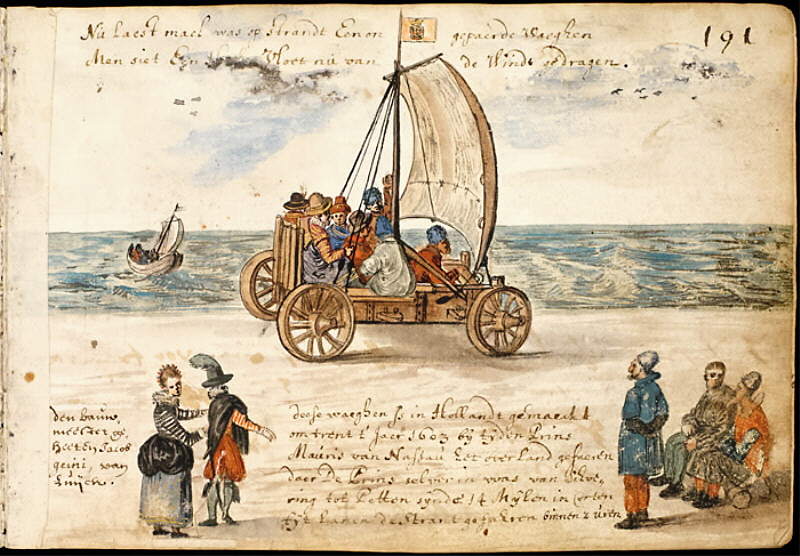
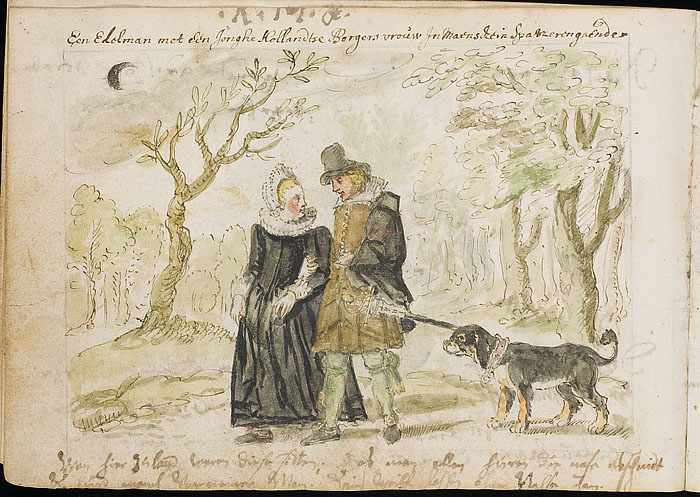
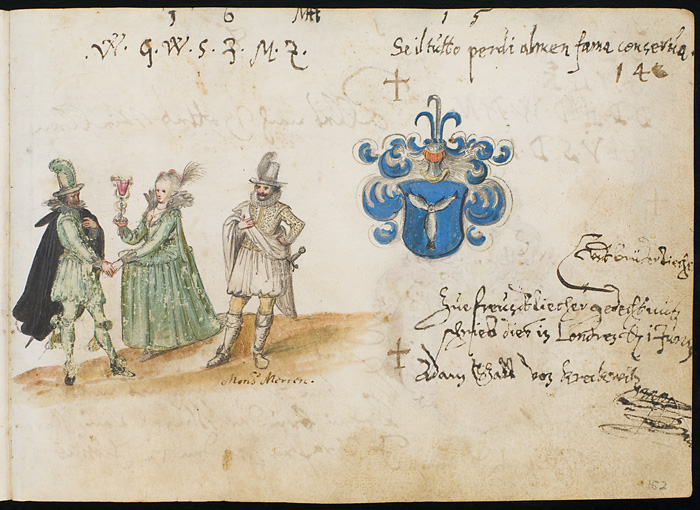
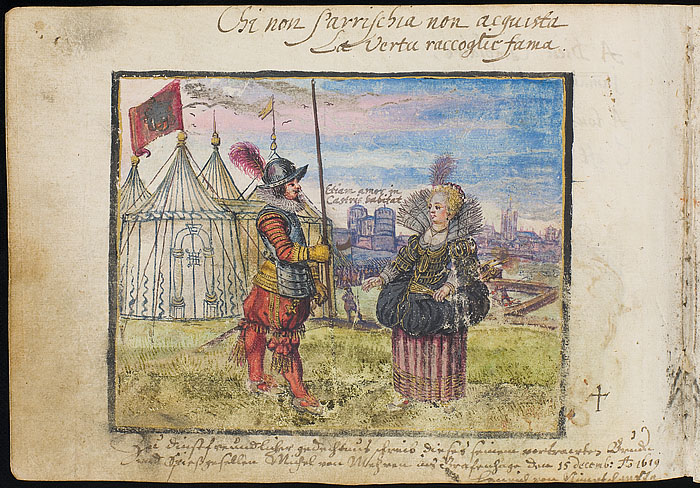
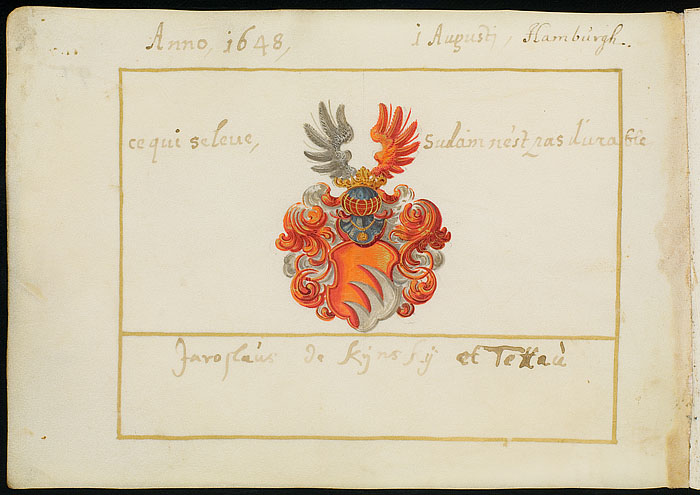
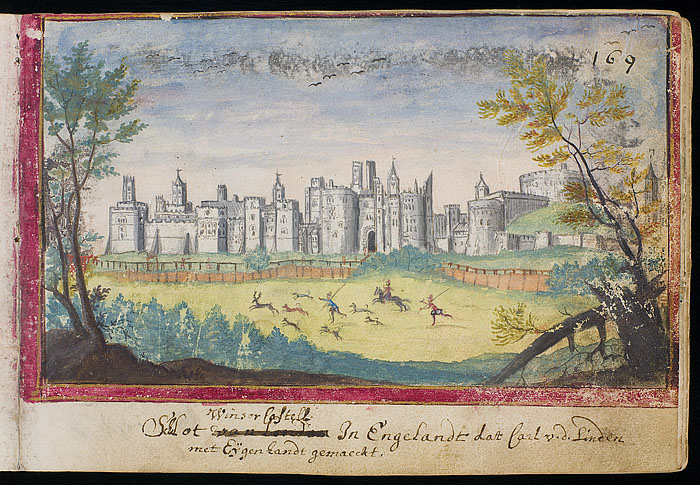
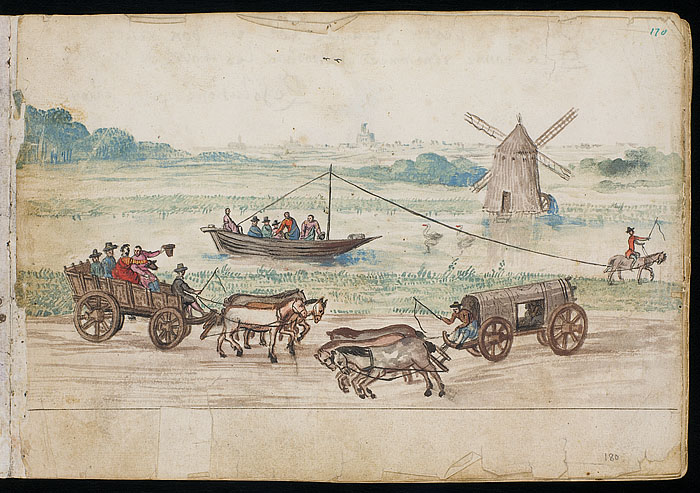
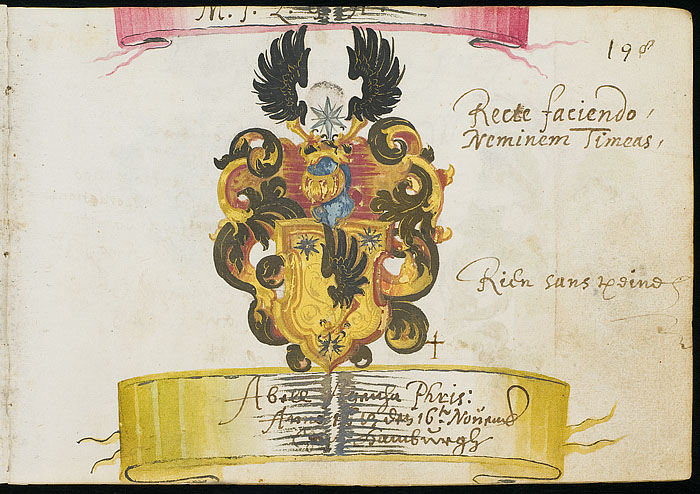
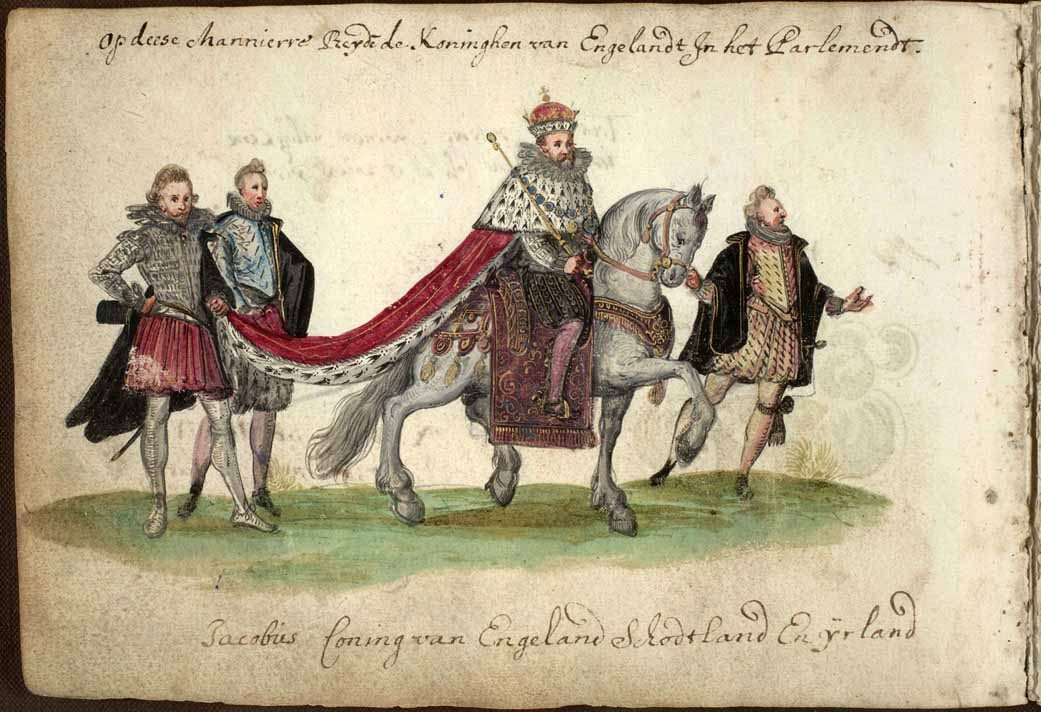
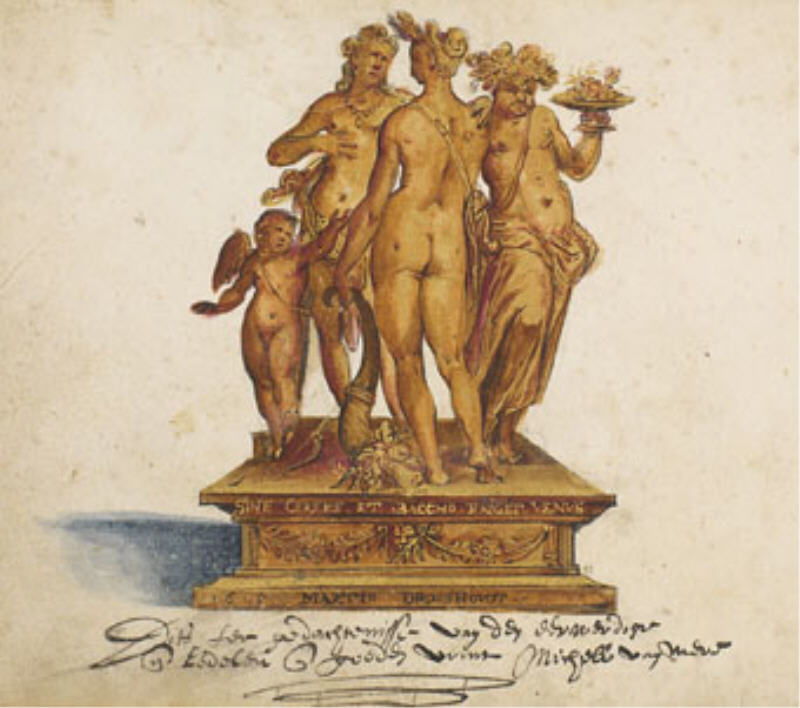
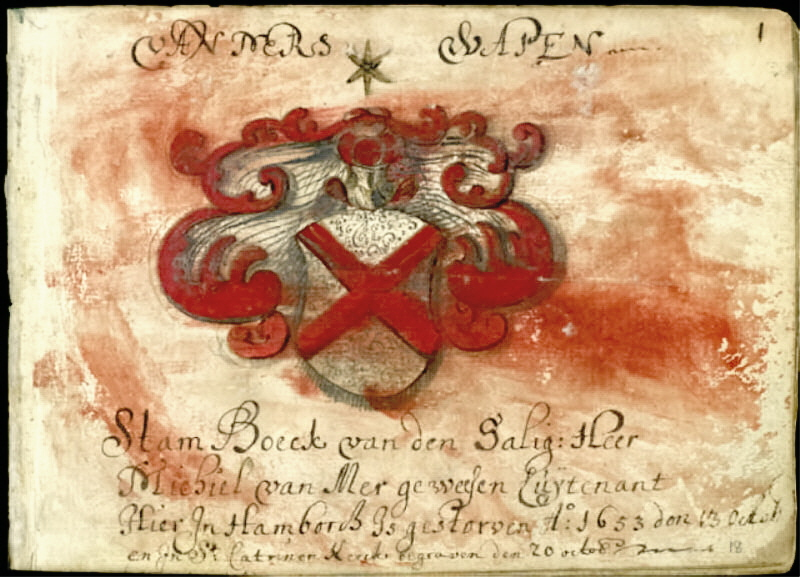
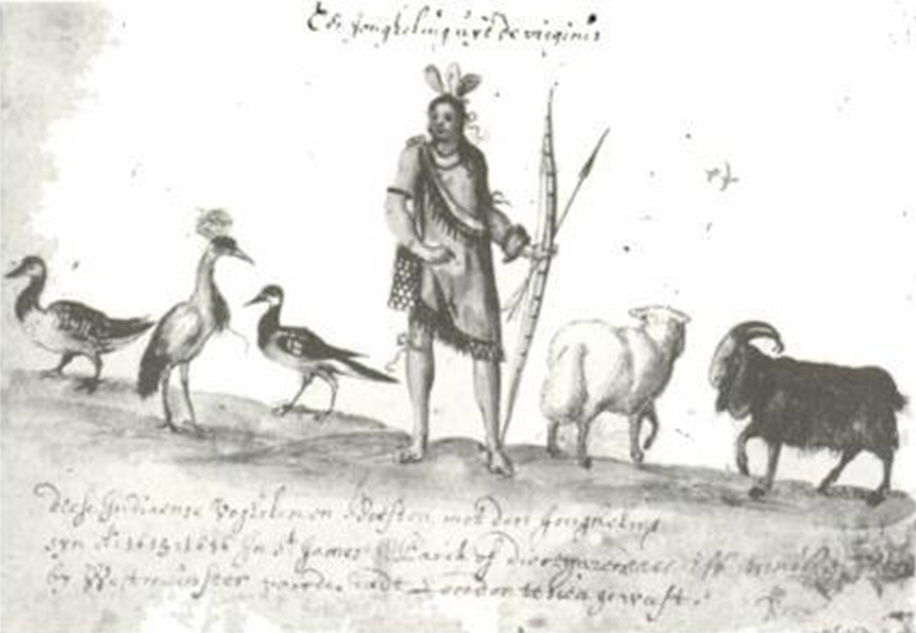